# Kim Hartman
Pour les articles homonymes, voir Hartman.
 (novembre 2017).
Si vous disposez d'ouvrages ou d'articles de référence ou si vous connaissez des sites web de qualité traitant du thème abordé ici, merci de compléter l'article en donnant les références utiles à sa vérifiabilité et en les liant à la section « Notes et références ».
Kim Hartman est une actrice britannique née le 11 janvier 1952 à Hammersmith.

## Biographie
Kim Hartman est née à Londres en 1952. 
Elle a étudié au Webber Douglas Academy of Dramatic Art à Londres. Elle a travaillé au Théâtre de Belgrade de Coventry à Coventry.
En 1975, elle se marie avec John Nolan, ils ont deux enfants, Tom et Miranda. 

## Filmographie

### Actrice

#### Cinéma
- 2017 : Dunkerque : Stewardess

#### Courts-métrages
- 1988 : 'Allo 'Allo! at the London Palladium

#### Télévision
Séries télévisées
- 1976 : Play for Today : Receptionist
- 1977 : Miss Jones and Son : Louise
- 1982-1992 : Allô allô : Private Helga Geerhart / Lance Corporal Helga Geerhart
- 1997 : Casualty : Roz Fenton
- 1997 : The Brittas Empire : Lotte Laudrup
- 2002 : 15 Storeys High : Woman showing holiday pictures
- 2005-2008 : Grange Hill : Mrs. Rawlinson

Téléfilms
- 1991 : Cannon and Ball's Playhouse: Free Every Friday : Annette Osbourne

### Parolière

#### Télévision
Séries télévisées
- 1987 : Allô allô